# Botanophila araeoglossa
Botanophila araeoglossa är en tvåvingeart som först beskrevs av Huckett 1965.  Botanophila araeoglossa ingår i släktet Botanophila och familjen blomsterflugor. Inga underarter finns listade i Catalogue of Life.